# The Ruin

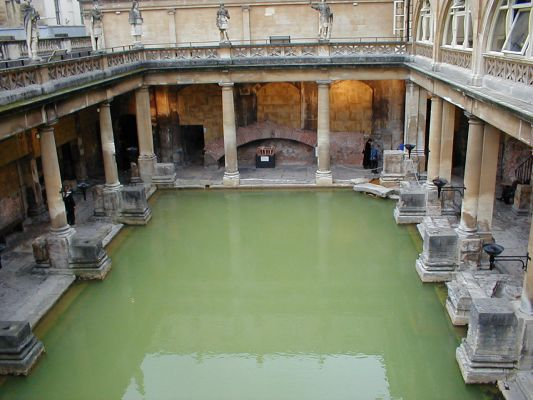
Piscina romana a Bath, in Inghilterra, forse quella citata in La Rovina.

The Ruin ("La rovina") è un poema in antico inglese dell'VIII secolo, anonimo, tratto dal Libro di Exeter, ovvero un'ampia raccolta di epoca anglosassone contenente varie poesie e indovinelli: dalla medesima raccolta provengono anche le poche altre poesie in antico inglese a noi note, come ad esempio The Wanderer, The Seafarer e Il lamento di Deor.
Si tratta di una poesia a carattere elegiaco in cui il narratore contempla i resti di una grande città, costruita forse dai Giganti ma ormai in rovina, e ne piange la decadenza ricordando lo splendore del passato: 
 "[…] I costruttori e i loro Imperi- decaduti, distrutti, morti. Sono crollate anche le mura. Là sorgevano un tempo case luminose, terme, con sale immense, dove la gioia dell'uomo risuonava come in un salone delle feste. Là, un tempo, si ergevano uomini fieri, ubriachi di vino, nelle loro armature, e guardavano i loro tesori, l'argento, le pietre preziose, qualche perla pregiata. Tutto questo è passato, il mondo è nella tenebra.

## Il manoscritto
L'unico esemplare conservato della poesia ha subito danni irrimediabili in seguito ad un incendio, ed è parzialmente illeggibile. All'interno del Libro di Exeter è preceduto da 34 indovinelli e seguito dalla poesia Il messaggio del marito; il testo vero e proprio è scritto quasi alla fine del manoscritto e occupa due facciate di un foglio più una parte di quella successiva, ma una bruciatura in diagonale rovina gravemente l'intera sezione del volume.

## Critica letteraria
Uno dei dibattiti più affascinanti attorno alla poesia riguarda l'identità della città che vi è descritta. Heinrich Leo fu il primo a suggerire, nel 1865, che la città rappresentata fosse quella di Bath, e da allora si assume comunemente che fosse proprio quella la città di The Ruin, soprattutto a causa di tre caratteristiche citate nella poesia che, se considerate contemporaneamente, non possono indicare altro che Bath: la fonte calda menzionata alla fine della poesia, l'indicazione che ci fossero molti stabilimenti termali e il riferimento a una piscina circolare, sempre verso la fine della poesia.
Un altro motivo per cui potrebbe proprio trattarsi di Bath è che questa poesia, presumibilmente, è stata scritta nel VII secolo, e si ritiene che in quel periodo la città di Bath fosse effettivamente caduta in rovina.
Sebbene la poesia si presenti come una semplice descrizione dell'aspetto del sito in rovina, le ipotesi dell'autore (tipiche di una mentalità non romana) sul tipo di attività ospitate quegli edifici e la sua partecipazione emotiva allo stato di decadenza delle rovine permettono di avanzare altre ipotesi di interpretazione.
William Johnson vede in questa poesia non la descrizione dell'aspetto fisico del sito, ma piuttosto uno sforzo d'immaginazione per "mettere in relazione le rovine di pietra e gli esseri umani, come riflesso simbolico l'uno dell'altro".
Johnson vede la poesia come una metafora dell'esistenza umana, una dimostrazione del fatto che ogni forma di bellezza deve giungere a una fine. Considerando questo aspetto, l'anonimo autore potrebbe star descrivendo la decadenza dell'Impero romano mostrandone gli edifici, un tempo splendidi e grandiosi, ridotti in rovina esattamente come l'Impero stesso.
Se The Ruin può essere considerato da un punto di vista emotivo, può anche essere visto da una prospettiva più realistica. Arnold Talentino vede in questa poesia non tanto un accorato lamento, quanto una realistica e rabbiosa condanna del popolo che aveva condotto a una tale rovina. Questa interpretazione ha il pregio di sembrare più storicamente plausibile, perché rifletterebbe una concezione molto cristiana di "distruzione", un tema comune a molte poesie in antico inglese.
Talentino afferma che "la sua [dell'autore] visione di ciò che un tempo era stato e i suoi pensieri al riguardo indicano che sono stati i precedenti abitanti della città a causare la sua caduta, e che le sue mura crollate sono, almeno in parte, l'effetto del crollo di una certa struttura sociale".
Altri critici fanno notare l'ironia di una poesia riguardante le rovine trovata sulla pagina bruciata di un manoscritto, e considerano la bruciatura come "un'immagine eloquente del tema della transitorietà di cui la poesia si occupa".
La Rovina condivide peraltro questa concezione del mondo così malinconica con le altre poesie a lei contemporanee appartenenti allo stesso manoscritto (soprattutto The Wanderer, The Seafarer e Il lamento di Deor).